# 墓地、埋葬等に関する法律
墓地、埋葬等に関する法律（ぼち、まいそうとうにかんするほうりつ、昭和23年5月31日法律第48号）は、墓地、納骨堂または火葬場の管理および埋葬に関する法律である。墓埋法（ぼまいほう）、埋葬法（まいそうほう）などと略される。
1948年（昭和23年）に制定され、厚生労働省健康・生活衛生局生活衛生課が所管する。

## 概説
火葬、埋葬、焼骨の埋蔵といった行為はもともと宗教的感情に根差したものである。これらを尊重したうえで、必要に応じて公共の福祉の面から制約を加える場合も想定して、本法の目的が規定されている。
人の屍体の火葬・埋葬と墓地等に関して規定するものであり、イヌやネコなどの愛玩動物（ペット）の焼却、埋却およびペット霊園に関する事項は含まれていない。また、どのような葬式や宗教で執り行うかという点については、昭和憲法第20条「信教の自由」および第19条「思想・信条の自由」に抵触することから、そもそも法令には明示・規制されていない。ちなみに明治憲法下では、国家神道が葬式を行うことを忌避したため、神葬祭と呼ばれる神道独自の葬式のスタイルはあったものの、実際は仏式で行うことが主流とされていた。
本法の委任に基づく省令として「墓地、埋葬等に関する法律施行規則」（昭和23年厚生省令第24号）が定められているほか、各都道府県および市町村の地方公共団体では、地域事情に応じて、埋葬方法および許認可条件の細目を規定するために「墓地、埋葬等に関する法律施行細則」を条例または規則で定めている。
東京都や大阪府など大都市では、この細則によって土葬が禁止されているため、古い墳墓を改築したり移設するのに伴って、埋葬（土葬）屍体を移動する場合は、当該屍体を発掘し、火葬して焼骨にしてから墳墓へ改葬埋蔵する義務がある。

## 構成
- 第1章 総則（第1条・第2条）
- 第2章 埋葬、火葬及び改葬（第3条 - 第9条）
- 第3章 墓地、納骨堂及び火葬場（第10条 - 第19条）
- 第3章の2 雑則（第19条の2・第19条の3）
- 第4章 罰則（第20条 - 第22条）
- 附則

## 定義（第2条）
埋葬(1項)
本法においては土葬と同じ意味。切断した人間の手足は死体に当たらない、また髪、爪、歯も死体に当たらないのでこれらを埋める行為は埋葬にあたらない。
改葬(2項)
埋葬した死体を取り出し、火葬して同じ墳墓に埋蔵する行為や、埋蔵した焼骨を洗骨して同じ墳墓に戻す行為は改葬にはあたらない。
火葬(3項)
火葬の結果生ずる遺骨のことを焼骨と呼ぶ。正確には死体を火葬し、その地域的・風俗的な習慣に乗っ取り骨壺に収められた遺骨を焼骨といい、残りの遺骨を残骨という、残骨は本法の適用外。
墳墓(4項)
焼骨を墳墓に収めることを埋蔵と表現する。また、戦死者等で死体が無い場合で、生前に残した髪、歯、爪などを収めた施設も墳墓となる。
墓地(5項)
管理事務所、駐車場、休憩所、廃棄物保管庫など墓地に付随する施設で、同じ敷地内にあるものも墓地の一部である。
納骨堂(6項)
納骨堂に焼骨を納めることは収蔵と表現される。
火葬場(7項)

## 内容
埋葬等に関する原則、埋葬・火葬等の手続、墓地・火葬場等の許可等について定める。

### 埋葬等に関する原則

#### 24時間以内の埋葬等の禁止（第3条）
死後、蘇生の可能性が全くないことを確認した上で火葬・土葬を行うために本規定が存在する。妊娠6ヶ月以下の死産の胎児は、そもそも蘇生の見込みがないとされ、対象外である。また、「他の法令別段の定めがあるものを除く」とは感染症予防の観点から第3条の原則が不都合になる場合を想定している。つまり、感染症法（感染症の予防及び感染症の患者に対する医療に関する法律30条の規定による疾病、すなわち一類から三類までの感染症や、新型インフルエンザ・新型コロナウイルス等の感染症による死亡の場合は第3条の原則を適用せず24時間以内の埋葬・火葬が可能である（該当感染症については、感染症法の項および新型インフルエンザ等対策特別措置法等関連法令条文を参照）。

#### 墓地外の埋葬等の禁止（第4条）
本条は公衆衛生の確保および、国民の宗教的感情の尊重のために規定される。墓地以外に死体や焼骨を埋葬（埋蔵）した場合は本法の違反の他、刑法190条死体遺棄の罪に問われる。自宅に自己の親族の焼骨を保管する行為のみであれば本法の違反とならない。

#### 埋葬等の応諾義務（第13条）
墓地・納骨堂・火葬場の管理者は、埋葬、焼骨の埋蔵、収蔵又は火葬の求めを受けたときは、正当の理由がなければこれを拒んではならない（13条）。埋葬・焼骨の埋蔵・火葬時のトラブルを防ぎ、遺族の感情が損なわれるのを防ぐための規定。正当な理由とは、新たに墓地等を作る余地がない。埋葬、焼骨の埋蔵・収蔵または火葬を求める者が墓地の運営・管理の支障となる可能性がある場合などである。宗教、宗派が異なることによる拒否は本来正当な理由による拒否にはならない。ただし寺院の墓地では、その寺院の墓地管理者が、それぞれの宗派の方式で死者を供養する権利は認められている。

### 埋葬・火葬等の手続

#### 埋葬・火葬等の許可（第5条）
埋葬・火葬の許可を受けるには、まず戸籍法第56条に規定される死亡届を、当該死体に係る死亡診断書（または、死体検案書）を添付して、死亡者の本籍地、届け出者の所在地または死亡者の死亡地の市町村長に提出する。次に、受理した市町村長（特別区にあっては区長）に埋葬・火葬の許可申請を行い、許可証の交付を受ける。申請は規則1条の規定に従い行う。なお死亡届出書と埋葬・火葬の許可申請書は、申請内容に重複が多いため、一枚の文書として受け付ける自治体もある。この許可を受けずに火葬・埋葬することは、本法の罰則規定の適用対象となるほか（21条）、刑法第190条の「死体損壊・遺棄罪」にも問われる行為である。
改葬の許可を受けるには、規則2条1項に規定に従い、同2項に規定された添付書類とともに、死体または焼骨のある市町村長に許可申請しなければならない。添付書類とは、墓地や納骨堂の管理者（墓地等管理者）が作成した、当該遺体が埋葬、埋蔵、収蔵されていることを証明する書類。墓地等管理者の証明書が手に入らない場合は、市町村長の指定する、証明書に準ずる書類で代用することができる。改葬の申請者が墓地の使用者（納骨堂の場合は収蔵委任者）以外の場合は。墓地の使用者等の承諾書を添付しなければならない。

#### 他の法律による処分との調整（第11条）
都市計画法4条15項の規定する都市計画事業として施行する、墓地や火葬場の新設、変更、廃止については、都市計画法（59条1項から4項）の認可または承認をもって、10条の許可があったものとみなす（11条）。都市計画法による都市計画と本法の調整を図るための規定。墓地や火葬場は公共性の高い施設であるにもかかわらず、用地の取得が難しく都市近郊では不足しがちであるため、都市計画として施設の拡充を行うことを可能としている。墓地は都市計画法11条2号、火葬場は同7号で都市施設として設定されている。都市施設として都市計画法の認定を受けると、用地取得に際、土地収用決裁の申請ができるようになる。また計画を妨げるような開発・建物の建設ができなくなる。
土地区画整理法（昭和29年法律第119号）の規定による土地区画整理事業、または大都市地域における住宅及び住宅地の供給の促進に関する特別措置法（昭和50年法律第67号）による住宅街区整備事業の施行により墓地の新設、変更、廃止のあった場合も、事業計画の認可をもって本法の許可があったものとみなす（11条2項）。本項を適用する場合は担当部局間での密接な調整が必要になる。また本項は土地区画の整理のための事業を想定しており、前項と異なり火葬場は対象としていない。

#### 許可証の交付（第8条）
前節の許可申請があった場合で、許可を与える場合は、市町村長は申請者に埋葬許可証、火葬許可証または埋葬許可証を交付しなければならない（8条）。それぞれの許可証の様式は規則4条に規定される。許可証を紛失した場合、その紛失の事実が明らかな場合は、再交付が可能であるが、その申請方法などの規定は各市町村で異なる。

#### 許可証のない埋葬、火葬等の禁止（第14条）
墓地・納骨堂の管理者は、埋葬許可証（墓地のみ）、火葬許可証、改葬許可証を受理した後でなければ、埋葬、焼骨の埋蔵をさせてはならない（14条1項、2項）。火葬場の管理者は、火葬許可証、改葬許可証を受理した後でなければ、火葬をしてはならない（同3項）。8条の許可制度の実効性を保つため、正当な手続きを経て許可証を受けた遺体や焼骨以外の火葬、埋葬、焼骨の埋蔵を禁止した規定。第3項の改葬許可証は、埋蔵された遺体を、土葬できない墳墓に移す場合などに、改めて火葬する場合を想定している。

#### 許可証の保存及び記入（第16条）
墓地・納骨堂の管理者は利用者から受理した、埋葬許可証、火葬許可証、改装許可証を5年間保管しなければならない（16条1項）。火葬場の管理者は、受理した火葬許可証に、規則に規定される所定の事項を記入して、火葬を求めたものに返却しなければならない。所定の事項とは、火葬を行った日時、管理者の署名・押印（規則8条）。

### 市町村長の埋葬等の義務（第9条）
死体の埋火葬を行う者がないときまたは判明しないときは、死亡地の市町村長（特別区にあっては区長）が行う（9条1項）。遺体の引き取り手のいない場合、火葬を行う義務者について定めた規定。死亡地が不明の場合は、遺体の現に存在する市町村が行う。またその費用については行旅病人及び行旅死亡人取扱法（明治三十二年法律第九十三号）の規定に従い行われる（同第2項）。つまり火葬等の費用の補填は、死亡者の所持している金品や有価証券を使用し、不足があれば法定相続人または死亡者の扶養者に補填を求め、それが叶わない（不足する）場合は、死亡者の遺留物の売却を行い、不足分は死亡地の都道府県が負担する。生活保護受給者は、生活保護法18条に規定される葬祭扶助で賄うことができる。

### 墓地・火葬場等の許可等

#### 墓地・納骨堂・火葬場の経営等の許可（第10条）
墓地・納骨堂・火葬場の経営をしようとする者は、都道府県知事（市または特別区にあっては市長または区長）の許可を受けなければならない（10条）。墓地等は公共性の高い施設であり、営利を追求してはならず、また永続性を担保しなければならない為、墓地等を新設する場合、地方公共団体が経営主体となるべきとされる。しかしそれが難しい場合は、宗教法人（宗教法人法2条）、公益法人（民法34条）等が経営主体となる（許可を受ける）ことができる。公益法人からの申請の場合、墓地等の永続性確保の観点より、確固とした財政基盤があるかの審査がされる。宗教法人からの申請の場合、墓地の経営は宗教活動の一環であること、宗教法人法6条の公益事業であること、財政状況が健全であることなどが審査される。また後者の場合は同法12条に規定される宗教法人規則に墓地等の経営に関する規定を明記しなければならない。会計上も、宗教法人の一般会計とは別に収支計算を行う特別会計を設け、墓地等の収支を明確化しなければならないと、宗教法人法の所管部署より指導される。

#### 管理者の設置（第12条）
墓地等の経営者は、施設に管理者を置かなければならない。管理者を置いたときは市町村にその氏名、住所、本籍を届け出なければならない。（12条）墓地等の経営者は墓地の許可を受けたもの（前節のとおり普通は法人）を指す。管理者は墓地等の事務取扱責任者で、同法13条から17条にその責務が書かれている。火葬場の管理者については専門知識のあるものがその任に当たるべきとされる。

#### 帳簿等の備え付け又は閲覧の義務（第15条）
墓地・納骨堂・火葬場の管理者は、規則6条で定める図面および規則7条で定める帳簿・書類を保管しておかなければならない（15条第1項）。規則6条で定める図面とは、墓地の場合は、その所在地、面積及び墳墓の状況を記載した図面（規則6条第1項）。納骨堂・火葬場の場合は、その所在地、敷地面積及び建物の坪数を記載した図面（同第2項）である。
規則7条で定める帳簿・書類とは、墓地・納骨堂の場合、
1. 使用者等の住所及び氏名（規則7条1項1号）
2. 死亡者の本籍、住所、氏名、性別、死亡年月日。埋葬または焼骨の埋蔵・収蔵の年月日。（同2号）
3. 経営者の作成した、経営に係る業務に関する財産目録、貸借対照表、損益計算書及び事業報告書その他の財務に関する書類（規則7条2項）[33]

火葬場の場合、
1. 火葬を求めた者の住所及び氏名（規則7条3項1号）
2. 死亡者の本籍、住所、氏名、性別、死亡年月日。火葬の年月日（同2号）。[34]

である。
管理者は墓地の使用者、収蔵を求めたもの、火葬場を求めたものあるいはその関係者から前項の図面、帳簿、書類の閲覧を求められた場合、その請求を拒んではならない（15条2項）。関係者とは死者の遺族、親族が考えられるが、何が関係者にあたるかはその請求ごとに個別に判断する。個人情報に係る書類は閲覧を拒めると考えられる。

#### 墓地等の管理者の報告義務（第17条）
墓地・火葬場の管理者は、毎月5日までにその前月中の埋葬、火葬の状況を、その所在地の市町村長（特別区にあっては区長）に報告しなければならない（17条）。墓地では、埋葬した遺体を焼骨にせず別の墳墓に改葬した場合も報告の対象。火葬場では、埋葬した遺体を改葬のため火葬した場合も報告の対象。焼骨の埋蔵・収蔵は衛生上の問題となりにくいので報告の対象外。

#### 墓地等の管理者からの報告徴収・改善命令等
都道府県知事（市または特別区にあっては市長または区長）は、墓地等の管理者から報告徴収を行うことができる。また、公衆衛生その他公共の福祉の見地から必要があると認めるときは、墓地等の改善、使用の全部または一部の制限、禁止を命じ、または墓地・納骨堂・火葬場の許可を取り消すことができる（18条、19条））。